# Josip Horvat
Josip Horvat (Horvath) (Čepin, 15. siječnja 1896. – Zagreb, 6. listopada 1968.) bio je hrvatski novinar i povjesničar.

## Životopis
Horvat se obrazovao u Zagrebu (Trgovačku akademiju završio 1914.), gdje je i djelovao čitavog života. Od 1913. surađivao je u novinama Obzor; 1926. postao je glavni urednik Jutarnjeg lista, obavljajući tu dužnost do 13. travnja 1941. 
1939. postao je tajnikom vrhovnog športskog tijela Banovine Hrvatske Hrvatske športske sloge skupa s Ivom Šustom.
Tijekom Drugog svjetskog rata radio je u Hrvatskom izdavalačkom bibliografskom zavodu (HIBZ), surađujući osobito na Hrvatskoj enciklopediji.  Nakon jeseni 1945. djelovao je kao slobodni istraživač.
Bio je dugogodišnji mason te član lože „Libertas”.

## Djela
Najpoznatije su Horvatove povijesno-publicističke knjige Politička povijest Hrvatske (Zagreb 1936–1938), Kultura Hrvata kroz 1000 godina (1. dio 1939, 1. i 2. dio 1942) i Hrvatski panoptikum (Zagreb 1965). Napisao je i biografije nekih od ključnih osoba hrvatske povijesti: Frana Supila (Zagreb 1938), Ante Starčevića (Zagreb 1940) i Ljudevita Gaja (Beograd 1960; prošireno izdanje postumno, Zagreb 1975). Autor je knjige Povijest novinstva Hrvatske 1771–1939 (Zagreb 1962), donedavno jedine povijesti hrvatskog novinarstva.
Posebno su zanimljivi Horvatovi memoari: Živjeti u Hrvatskoj 1900–1941 (Zagreb 1984) i Preživjeti u Zagrebu.  Dnevnik 1943–1945 (Zagreb 1989). Nedavno je u časopisu Gordogan (nova serija br. 6–7, 8–9, 10) po prvi put objavljena Horvatova knjiga koja je ostala u rukopisu: Pobuna omladine 1911–1914 (uredio Branko Matan; objavljeno i kao samostalna knjiga u izdanju zagrebačke Udruge za kulturu Gordogan). Živopisno svjedočanstvo o Josipu Horvatu dao je Nikola Batušić u knjizi uspomena Na rubu potkove (Zagreb: Profil International 2006).

### Pregledni popis
- "Lijepa naša", Zagreb, 1931.
- "Tisuću osamsto četrdeset i osma", 1. izdanje Matica hrvatska, Zagreb, 1934.; 2. izdanje Nakladni zavod Matice hrvatske, Zagreb, 1973.
- "Politička povijest Hrvatske", 1. izdanje Binoza, Zagreb 1936. – 1938.; 2. izdanje August Cesarec, Zagreb, 1989. ISBN 86-393-0151-4
- "Supilo: život jednoga hrvatskog političara", Zagreb, 1938.
- "Kultura Hrvata kroz 1000 godina", 1. izdanje naklada Velzek, Zagreb, 1939. – 1942.; 2. izdanje Globus, Zagreb, 1980.; 3. izdanje naklada Fran, Zagreb, 2006., ISBN 953-6750-74-0
- "Ante Starčević: kulturno - povijesna slika" 1. izdanje Zagreb, 1940.; 2. izdanje Nakladni zavod Matice hrvatske, Zagreb, 1990., ISBN 86-401-0046-2
- "Povijest novinstva Hrvatske: 1771-1939." Zagreb, 1962., 2003.
- "Hrvatski panoptikum", 1. izdanje Stvarnost, Zagreb, 1965.; 2. izdanje Globus, Zagreb, 1982.; 3. izdanje Ex libris, Zagreb, 2007., ISBN 978-953-6310-76-0
- "Prvi svjetski rat: panorama zbivanja", Zagreb, 1967.
- "Ljudevit Gaj: njegov život, njegovo doba", Zagreb, 1975.
- "Živjeti u Hrvatskoj: 1900. – 1941.", Sveučilišna naklada Liber, Zagreb, 1984.
- "Preživjeti u Zagrebu: dnevnik 1943-1945.", Zagreb, 1989.
- "Pobuna omladine: 1911. – 1914.", Zagreb, 2006.

### Članci
- Kardum, Tomislav. 2022. Što pišem, to (ne)mislim? Riječi vs misli intelektualca u NDH – slučaj Josipa Horvata. Zbornik Janković. Ogranak Matice hrvatske u Daruvaru. Daruvar. 6 (7): 108–130

## Vanjske poveznice
Ostali projekti
|  | Zajednički poslužitelj ima još gradiva o temi Josip Horvat |
|  | Wikicitati imaju zbirke citata o temi Josip Horvat         |